# Fissure pétro-occipitale
La fissure pétro-occipitale est une fissure de la base interne du crâne.. Elle unit le bord latéral de la partie latérale de l'os occipital au bord postérieur de la partie pétreuse de l'os temporal devant le foramen jugulaire.
Elle abrite une lame de cartilage et son bord est rainuré par le sinus pétreux inférieur.